# Декларация прав женщины и гражданки
Декларация прав женщины и гражданки (фр.  Déclaration des droits de la femme et de la citoyenne) была написана в 1791 году французской революционной активисткой, феминисткой и писательницей Олимпией де Гуж в ответ на Декларацию прав человека и гражданина. Публикацией этого документа де Гуж надеялась привлечь внимание общества к тому, что Великая французская революция, декларируя равенство, не признала равноправия мужчин и женщин. Однако декларация не оказала реального влияния на ход революции. В результате публикации своих политических сочинений, включая декларацию, де Гуж была обвинена в измене и казнена вместе с рядом жирондистов в период эпохи террора. Она была одной из трёх женщин, обезглавленных в это время, и единственной, казнённой за политические публикации.
Декларация не была манифестом организованного женского движения, но сформулировала идею полного женского равноправия, за которое феминизм стал бороться значительное время спустя.

## Исторический контекст
«Декларация прав человека и гражданина» была одобрена в 1789 году Учредительным собранием в ходе Великой французской революции. Документ декларировал «естественные и неотъемлемые» права человека по отношению к государству. Декларация отвергла дискриминацию и неравенство на основании религиозных и сословных различий, но игнорировала права женщин.
В 1790 году маркиз де Кондорсе безуспешно пытался призвать Учредительное собрание предоставить политические и гражданские права также и женщинам. Кондорсе заявил, что тот «кто голосует против прав других из-за различий религии, цвета кожи или пола ставит под вопрос свои собственные».
Французские женщины на начальном этапе активно участвовали в революции. В октябре 1789 года они были ведущей силой в походе на Версаль, который был вызван нехваткой хлеба в Париже. В результате этого похода королевская семья оказалась фактически в плену, а Учредительное собрание переместилось в Париж и лишилось многих депутатов-роялистов, которые не поехали в Париж из-за опасений за собственную жизнь. Это оказало существенное влияние на дальнейший ход революции. Однако лидеры революции «не заметили» участия женщин в этом событии и не распространили на них «естественные и неотъемлемые» права человека.
После похода на Версаль в ноябре 1789 года группа женщин подала в Учредительное собрание петицию с требованием равноправия и признания естественных и политических прав женщин. Эта петиция Учредительным собранием никогда не рассматривалась.
Таким образом, французская революция не привела к признанию прав женщин. Это и вынудило Олимпию де Гуж в начале 1791 года опубликовать «Декларацию прав женщины и гражданки».

## Декларация
Декларация опубликована в брошюре «Права женщины», адресованной королеве и начинается с обращения к Марии-Антуанетте, «самой ненавидимой» из всех женщин.
Эта революция достигнет цели, только когда все женщины полностью осознают своё плачевное положение и свои  права, которых их лишили в обществе.
Де Гуж призывает королеву не плести интриги против своей страны, а встать на защиту прав женщин и таким образом обрести «поддержку половины королевства».
После развёрнутого обращения к королеве следует краткое обращение к мужчинам.
Мужчина, способен ли ты быть справедливым? Не позволишь ли женщине хотя бы задать тебе этот вопрос? Кто дал тебе имперское право порабощать женщину? Твоя  сила? Твои таланты? ... мы требуем равенства и ничего больше.
Далее декларация де Гуж построена по образу «Декларации прав человека и гражданина», последовательно воспроизводит преамбулу, 17 статей и выглядит «почти пародией на исходный документ».

### Преамбула
В преамбуле де Гуж, воспроизводя торжественный стиль преамбулы «Декларации прав человека и гражданина», разъясняет, что женщины, как и мужчины, имеют «естественные, неотъемлемые и священные права» и что политические институты существуют для защиты этих прав.

### Статьи декларации

#### Статья I
Первая статья декларации прав человека и гражданина гласит, что «Люди рождаются свободными и равными в правах. Социальные различия допустимы только для общей пользы». Первая статья декларации де Гуж гласит: «Женщины рождаются свободными и равными с мужчинами в правах. Социальные различия допустимы только для общей пользы».

#### Статьи II и III
Статьи II и III распространяют действие статей исходной декларации на женщин.

#### Статья IV
В статье IV де Гуж заявляет, что «единственным пределом естественных прав женщины является вечная тирания мужчины» и требует провести реформу с тем, чтобы общество законом защитило естественные права всех своих членов.

#### Статья V
Статья V воспроизводит статью исходной декларации.

#### Статьи VI—IX
Статьи VI—IX распространяют действие статей исходной декларации на женщин.

#### Статья X
В статье X де Гуж обращает внимание на то, что по французским законам женщины несут ответственность за свои деяния наравне с мужчинами, однако им отказано в правах, и делает известное заявление, ставшее пророческим для неё самой: «Женщина имеет право взойти на эшафот, она имеет право взойти и на трибуну».

#### Статья XI
В этой статье де Гуж заявляет, что женщина имеет право идентифицировать отца своего ребёнка и требовать от него материальной поддержки. Некоторые историки полагают, что это связано с тем, что де Гуж считала себя незаконнорождённым ребёнком.

#### Статья XII
В этой статье де Гуж объясняет, что признание прав женщин является благом для всего общества, а не только для женщин.

#### Статьи XIII—XVI
Статьи XIII—XVI распространяют действие статей исходной декларации на женщин.

#### Статья XVII
Эта статья декларирует равенство мужчины и женщины в браке перед лицом закона, что в первую очередь касается прав на развод и на собственность.

### Постскриптум декларации
Постскриптум декларации начинается с призыва к женщинам «проснуться и бороться за свои права». В первом параграфе де Гуж обращает внимание женщин на то, что им дала революция — «ещё большее пренебрежение, ещё большее презрение». Далее де Гуж ратует за прогресс женщин в обществе, за женское образование и обсуждает вопрос брака, который по её мнению остаётся «могилой доверия и любви».
На базе «Социального контракта» Жан-Жака Руссо де Гуж подробно развивает идеи равноправного брака. Как и в случае «Декларации прав человека и гражданина» де Гуж обобщает идеи социального контракта Руссо на основе признания полного равноправия мужчины и женщины. Брак должен быть добровольным союзом равноправных партнёров. Все дети, рождённые в браке, имеют право на имя отца и матери «независимо от их происхождения».

## Реакция на декларацию
После публикации «Декларации прав женщины и гражданки» радикальные революционеры заподозрили де Гуж в измене. Поскольку декларация была адресована королеве, якобинцы во главе с Робеспьером сочли её составительницу роялисткой. Когда же де Гуж попыталась опубликовать заметку с требованием референдума о будущей форме правления, в котором предлагалось выбирать из трёх вариантов, включая конституционную монархию, якобинцы обвинили её в измене. Она была быстро осуждена и казнена на гильотине, как и многие другие «политические враги» «единой и неделимой» республиканской Франции эпохи террора.
После казни парижская пресса перестала иронизировать по поводу её «безвредных глупостей». Соглашаясь с тем, что программы и планы де Гуж для Франции были далеки от реальности, журналисты писали, что она пыталась выступать в качестве «государственного деятеля». По мнению «Feuille du Salut public» («Вестник общественного спасения») её преступление заключалось в том, что она «забыла о добродетелях своего пола». Идеи женского равноправия были чужды якобинскому Парижу, феминизм и неподобающий женщине политический активизм де Гуж представлялись опасными для революции.
Де Гуж была непримиримым критиком принципа равноправия, провозглашённого французской революцией, поскольку он игнорировал права женщин и небелых. Её многочисленные пьесы, посвящённые правам женщин и цветных, привлекли внимание общества к этой теме не только во Франции, но также в Европе и недавно созданных Соединённых Штатах.